# Kurczak gongbao
Kurczak gongbao – jedno z najpopularniejszych dań kuchni syczuańskiej; pokrojony w kostkę kurczak przyrządzany z orzeszkami i ostrymi przyprawami.
Ojczyzną potrawy jest prowincja Syczuan. Za jej twórcę uważany jest tradycyjnie Ding Baozhen (丁寶楨; 1820–1886), gubernator Syczuanu w okresie rządów dynastii Qing. Według różnych wersji, Ding albo podpatrzył sposób przyrządzania mięsa w lokalnej restauracji, albo też istniejącą już syczuańską potrawę przyrządził na modłę dań, które jadał na północy, dodając używane w prowincji ostre przyprawy. Rozpropagowane przez Dinga danie nazwano gongbao (宮保) – od noszonego przezeń tytułu honorowego.